# Bürs
Bürs é um município da Áustria, situado no distrito de Bludenz, na estado de Vorarlberg. Tem 24,61 km² de área e sua população em 2019 foi estimada em 3.362 habitantes.